# 박동희 (1895년)
박동희(朴東熙, 1895년 5월 17일 ~ 1972년)는 박성빈 부부의 집안의 장남이자 사실상으론 차남으로 박재홍의 아버지이며 前 대한민국 제5~9대 대통령인 박정희의 큰형이다.

## 생애
1895년 5월 17일 당시 경상북도 구미에서 하급 군관인 효력부위를 지낸 농민 아버지 박성빈(朴成彬)과 어머니 백남의(白南儀)의 사이에서 5남 2녀 중 장남으로 태어났다.
박동희(朴東熙)는 집안에선 장남이지만 사실상으론 차남으로 태어나기 전인 1892년 위로 형이 있었는데 1894년 2살때 요절하는 바람에 박동희(朴東熙)가 장남이 된것이다.
박동희(朴東熙)는 농업에 종사하는 가정해서 성장하였고 지역 학교에서 교육을 받았으며 그이후에는 군 복무를 통해 다양한 경험을 쌓았다.
얼마후 박동희(朴東熙)는 1살 위인 선산 김씨 김봉금과 결혼하였지만 사별하였고 그이후 박동희(朴東熙)는 16살 어린 여산 송씨 송임무와 재혼하여 1941년 아들 박재홍(朴在鴻)과 1948년 딸 박재선(朴在仙)을 두었다.
박동희(朴東熙)는 막내 동생 박정희(朴正熙)가 대통령 되기 전 직접적으로 정치에 참여하지 않았고 박정희(朴正熙)의 정치의 경로에 간접적으로 영향의 미쳤으며 박정희(朴正熙)가 대통령이 된 이후에도 정치적 거리두기를 유지하였다.
박동희(朴東熙)는 전기공사 사건 때 자신의 마을에 전기가 들어오는 것에 대해 특혜 시비를 우려하여 반대했으며 한국전력 사장이 직접 찾아와 설명한 후에야 전기공사를 수용할수 있었다.
박동희(朴東熙)는 1965년 추석 명절에 성묘를 왔던 박정희(朴正熙)가 호롱불을 켜고 있는 형님의 처지를 안타까워하자 박정희(朴正熙)가 전기를 넣어드리겠다고 말을 하여 박동희(朴東熙)는 즉시 큰일이 났다고 언급하고 단호하게 거절하였다.
이후 박동희(朴東熙)는 박정희(朴正熙)가 재임하는걸 보고 1972년 지병으로 인해 향년 77세 나이로 사망하였다.

## 가족
- 증조할아버지 : 박이찬(朴履燦, 1814년 10월 10일 ~ 1906년 5월 4일)
- 증조할머니 : 성주 이씨(星州 李氏, 1818년 ~ ?)
- 할아버지 : 박영규(朴永奎, 1840년 5월 8일 ~ 1914년 2월 24일)
- 할머니 : 성산 이씨(星山 李氏, 1840년 ~ 1915년)
- 작은아버지 : 박용빈(朴勇彬, 1884년 ~ 1959년)
- 작은어머니 : 이름 미상(1888년 ~ ?)
- 사촌남동생 : 박남희(朴南熙. 1921년 ~ ?)
- 사촌남동생 : 박경희(朴庆熙, 1926년 ~ ?)
- 사촌남동생 : 박준희(朴俊熙, 1929년 ~ ?)
- 사촌여동생 3명
- 작은아버지 : 박일빈(朴一彬, 1891년 ~ 1967년)
- 작은어머니 : 신씨(申氏, 1893년 ~ 1953년)
- 사촌여동생: 박연자(朴妍子, 1912년 ~ 1951년)
- 사촌매제 : 이원옥(李元诺, 1903년 ~ 1962년)
- 5촌 조카 : 이대도(李大道, 1934년 ~ 2010년)
- 5촌 조카 : 이태삼(李泰三, 1948년 ~ 1950년) - 요절
- 5촌 조카 : 이태도(李泰道, 1949년 ~ 1950년) - 요절
- 사촌남동생 : 박씨(朴氏, 1928년 ~ ?)
- 사촌남동생 : 박병희(朴秉熙, 1936년 ~ ?)
- 5촌 조카: 박재영(朴宰英, 1969년 ~)
- 5촌 조카 : 박주연(朴珠妍, 1970년 ~)
- 5촌 조카: 박재욱(朴宰旭, 1973년 ~)
- 5촌 조카: 박재준(朴宰俊, 1977년 ~)
- 아버지 : 박성빈(朴成彬, 1871년 6월 6일 ~ 1938년 9월 4일)
- 어머니 : 백남의(白南儀, 1872년 9월 22일 ~ 1949년 8월 12일)
- 외할아버지 : 백낙춘(白樂春, 1849년 ~ 1929년)
- 외할머니 : 고성 이씨(固城李氏, 1849년 ~ 1924년)
- 형 : 박씨(朴氏, 1892년 ~ 1894년) - 요절
- 자신 : 박동희(朴東熙, 1895년 5월 17일 ~ 1972년)
- 전처 : 김봉금(金凤琴, 1894년 ~ 1962년)
- 후처 : 송임무(宋林武, 1911년 ~ 1996년)
- 장남 : 박재홍(朴在鴻, 1941년 3월 25일 ~)
- 며느리 : 김양자(金良子, 1945년 ~)
- 손녀 : 박현주(朴賢珠, 1968년 ~)
- 손녀 : 박혜린(朴譓媛, 1969년 ~)
- 손자 : 박용원(朴鏞元, 1972년 ~)
- 장녀 : 박재선(朴在仙, 1948년 ~)
- 남동생 : 박무희(朴武熙, 1898년 ~ 1960년)
- 제수 : 연안 차씨(延安 車氏, 1905년 ~ 1938년)
- 조카 : 박씨(朴氏, 1920년 ~ ?)
- 조카사위: 김영달(金永達)
- 조카 : 박재석(朴在錫, 1922년 ~ 1989년)
- 조카 : 박재호(朴在浩, 1931년 ~ 1999년)
- 여동생 : 박귀희(朴貴熙, 1902년 ~ 1985년)
- 매제 : 은용표(殷龍杓, 1888년 ~ 1966년)
- 조카 : 은봉남(殷奉南, 1917년 ~ 1995년)
- 조카 : 은희은(殷熙恩, ? ~ 1950년) - 요절
- 조카 : 은희준(殷熙俊, ? ~ 1950년) - 요절
- 조카 : 은희만(殷熙萬,1935년 ~ 2018년 9월 5일)
- 조카며느리 : 김성아(1954년 7월 14일 ~)
- 조카손자 : 은지원(殷志源, 1978년 6월 8일 ~)
- 남동생 : 박상희(朴相熙, 1905년 ~ 1946년)
- 제수 : 조귀분(趙貴粉, 1908년 ~ 1993년)
- 조카 : 박영옥(朴榮玉, 1929년 10월 30일 ~ 2015년 2월 21일)
- 조카사위 : 김종필(金鍾泌. 1926년 1월 7일 ~ 2018년 6월 23일)
- 조카손녀 : 김예리(金禮利, 1951년 12월 27일 ~)
- 조카손자: 김진(金進, 1961년 9월 3일 ~ 2023년 12월 4일)
- 조카 : 박계옥(朴桂玉, 1937년 ~)
- 조카 : 박화자(朴花子, 1940년 ~ 2007년)
- 조카 : 박금자(朴金子, 1942년 ~)
- 조카 : 박설자(朴雪子, 1945년 ~)
- 조카 : 박준홍(朴埈弘 1947년 1월 26일 ~)
- 조카며느리 : 윤경임
- 조카손자 : 박순용
- 남동생 : 박한생(朴漢生, 1910년 ~ 1928년)
- 여동생 : 박재희(朴在熙, 1913년 ~ 1996년)
- 매제 : 한정봉(韓楨鳳, 1911년 ~ 1966년)
- 남동생 : 박정희(朴正熙, 1917년 11월 14일 ~ 1979년 10월 26일)
- 제수 : 육영수(陸英修, 1925년 11월 29일 ~ 1974년 8월 15일)
- 조카 : 박재옥(朴在玉, 1937년 11월 24일 ~ 2020년 1월 8일) - 前 제수인 김호남의 소생.
- 조카사위 : 한병기(韓丙起, 1931년 6월 8일 ~ 2017년 4월 21일)
- 조카손자 : 한태준(韓太竣, 1959년 ~)
- 조카손녀 : 한유진(韓由辰, 1961년 ~)
- 조카손자 : 한태현(韓太賢, 1963년 ~)
- 조카 : 박근혜( 朴槿惠, 1952년 2월 2일 ~)
- 조카 : 박근령(朴槿令, 1954년 6월 30일 ~)
- 질서 : 신동욱(申東旭, 1968년 1월 16일 ~)
- 조카 : 박지만(朴志晩, 1958년 12월 15일 ~)
- 조카며느리 : 서향희(徐香姬, 1974년 6월 30일 ~)
- 조카손자 : 박세현(朴世現, 2005년 9월 12일 ~)
- 조카손자 : 박정현(朴正現, 2014년 1월 31일 ~ )
- 조카손자 : 박지현(朴智現, 2015년 4월 28일 ~ )
- 조카손자 : 박수현(朴秀現, 2015년 4월 28일 ~ )